# Cummingsiella
Cummingsiella är ett släkte av insekter som beskrevs av Ewing 1930. Cummingsiella ingår i familjen fjäderlöss.
Släktet innehåller bara arten Cummingsiella ovalis.